# Ергешев, Баглан Кожабаевич
Баглан Кожабаевч Ергешев (13 марта 1971, Чимкент, Казахская ССР, СССР) — советский и казахстанский футболист. Ныне глава ПФЛК.

## Клубная карьера
Воспитанник чимкентского футбола.
Начал профессиональную карьеру в «Мелиораторе». В 1992 году Ергешев перешёл в другой шымкентский клуб — СКИФ-Ордабасы. В 1995 году вернулся обратно в «Мелиоратор», переименованный в «Жигер».
В 1999 году сыграв один сезон в «Кедене», объявил о завершении карьеры.

## После окончания карьеры
После окончания карьеры Ергешев становился начальником и спортивным директором таких казахстанских команд, как: «Атырау», «Кайрат-Алматы КТЖ», «Ордабасы» и «Окжетпес». В 2015 году исполнял обязанности заместителя председателя ПФЛК. В том же году президентом ФФК был назначен вице-президентом ФФК. С 2016 года является главой ПФЛК.

## Достижения

### Клубные
- Серебряный призёр чемпионата Казахстана : 1992
- Серебряный призёр Первой лиги Казахстана : 1999

### Личные
- Лучший бомбардир Первой лиги Казахстана 1999